# Rosay-sur-Lieure
 Rosay-sur-Lieure  là một xã thuộc tỉnh Eure trong vùng Normandie miền bắc nước Pháp.